# Vangueriella nigricans
Vangueriella nigricans är en måreväxtart som först beskrevs av Robyns, och fick sitt nu gällande namn av Bernard Verdcourt. Vangueriella nigricans ingår i släktet Vangueriella och familjen måreväxter. Inga underarter finns listade i Catalogue of Life.